# 幸ケ谷
幸ケ谷（こうがや）は、神奈川県横浜市神奈川区の町名。丁目の設定のない単独町名である。住居表示未実施区域。

## 地理
神奈川区の南部に位置し、東に神奈川本町と神奈川、南に青木町、西に高島台(一点のみ)と桐畑、北に反町と接している。

### 地価
住宅地の地価は、2025年（令和7年）1月1日の公示地価によれば、幸ケ谷7番6の地点で42万5000円/m²となっている。

## 歴史
戦国時代には権現山城があった。

### 地名の由来
字名から。

### 沿革
- 1932年（昭和7年）1月1日 - 青木町の字幸ケ谷および横町の一部を分離し、幸ケ谷を新設[7]。横浜市神奈川区幸ケ谷となる。
- 1978年（昭和53年）2月5日 - 幸ケ谷地区の土地区画整理事業に伴い[8]、青木通の一部を幸ケ谷へ編入、幸ケ谷の一部を青木町へ編入[9]。

## 世帯数と人口
2025年（令和7年）6月30日現在（横浜市発表）の世帯数と人口は以下の通りである。
| 町丁   | 世帯数  | 人口  |
| ------ | ------- | ----- |
| 幸ケ谷 | 479世帯 | 929人 |

### 人口の変遷
国勢調査による人口の推移。
| 年                 | 人口 |
| ------------------ | ---- |
| 1995年（平成7年）  | 837  |
| 2000年（平成12年） | 803  |
| 2005年（平成17年） | 737  |
| 2010年（平成22年） | 707  |
| 2015年（平成27年） | 718  |
| 2020年（令和2年）  | 877  |

### 世帯数の変遷
国勢調査による世帯数の推移。
| 年                 | 世帯数 |
| ------------------ | ------ |
| 1995年（平成7年）  | 343    |
| 2000年（平成12年） | 347    |
| 2005年（平成17年） | 345    |
| 2010年（平成22年） | 371    |
| 2015年（平成27年） | 390    |
| 2020年（令和2年）  | 446    |

## 学区
市立小・中学校に通う場合、学区は以下の通りとなる（2024年11月時点）。
| 番・番地等 | 小学校               | 中学校               |
| ---------- | -------------------- | -------------------- |
| 全域       | 横浜市立幸ケ谷小学校 | 横浜市立栗田谷中学校 |

## 事業所
2021年（令和3年）現在の経済センサス調査による事業所数と従業員数は以下の通りである。
| 町丁   | 事業所数 | 従業員数 |
| ------ | -------- | -------- |
| 幸ケ谷 | 26事業所 | 256人    |

### 事業者数の変遷
経済センサスによる事業所数の推移。
| 年                 | 事業者数 |
| ------------------ | -------- |
| 2016年（平成28年） | 29       |
| 2021年（令和3年）  | 26       |

### 従業員数の変遷
経済センサスによる従業員数の推移。
| 年                 | 従業員数 |
| ------------------ | -------- |
| 2016年（平成28年） | 223      |
| 2021年（令和3年）  | 256      |

## 交通
- 国道1号

## 施設
- 横浜市立幸ケ谷小学校
- 浄瀧寺
- 宗興寺
- 幸ケ谷公園[19]

## その他

### 日本郵便
- 郵便番号 : 221-0051[3]（集配局：神奈川郵便局[20]）

### 警察
町内の警察の管轄区域は以下の通りである。
| 番・番地等 | 警察署       | 交番・駐在所     |
| ---------- | ------------ | ---------------- |
| 全域       | 神奈川警察署 | ポートサイド交番 |